# Paralacydes strigulosa
Paralacydes strigulosa là một loài bướm đêm thuộc phân họ Arctiinae, họ Erebidae.